# 산솔면
산솔면(산솔面)은 대한민국 강원특별자치도 영월군의 면이다. 1986년 4월 1일 상동읍에서 녹전출장소와 석항출장소 관할지역이 분리되어 중동면이 신설되었다. 2021년 11월, 중동면에서 산솔면으로 명칭을 변경했다.

## 개요
산솔면은 목우산, 단풍산, 운교산, 망경대산 등으로 둘러싸인 아늑한 곳으로, 계절마다 자태를 달리하는 아름다운 풍광을 가지고 있다. 또한, 산과 들에는 무, 배추, 고추 등 무공해 농산물과 더덕, 황기, 느타리 버섯 등 특용작물이 재배되고 있다.

## 연혁
- 1914년 4월 1일 : 정선군 신동면 석항리가 상동면으로 편입
- 1963년 1월 1일 : 경상북도 봉화군 춘양면 덕구리, 천평리가 상동면으로 편입
- 1973년 7월 1일 : 상동면이 상동읍으로 승격(대통령령 제6543호). 녹전출장소(녹전리·직동리·이목리) 설치
- 1974년 8월 1일 : 석항출장소(석항리·연상리·화원리) 설치. 정선군 신동면 천포리 일부가 상동읍으로 편입
- 1986년 4월 1일 : 녹전출장소와 석항출장소 관할 지역이 상동읍에서 분리돼 중동면(中東面) 신설(대통령령 제11847호)
- 1998년 5월 8일 : 석항출장소 폐지[3]
- 2021년 11월 2일 : 중동면을 산솔면으로 개칭

## 행정 구역
- 녹전리(碌田里)
- 직동리(稷洞里)
- 이목리(梨木里)
- 화원리(禾院里)
- 연상리(蓮上里)
- 석항리(石項里)

## 교육
- 녹전초등학교
- 영월초등학교
- 녹전중학교

## 관광
- 직동괴암, 단풍산
- 수라리재
- 선령약수
- 직동계곡, 시인 영담김어수 탄생지

## 특산물
- 산초기름
- 단호박 (직동리)
- 두무동 된장